# Heinrich Matthäus Lohe

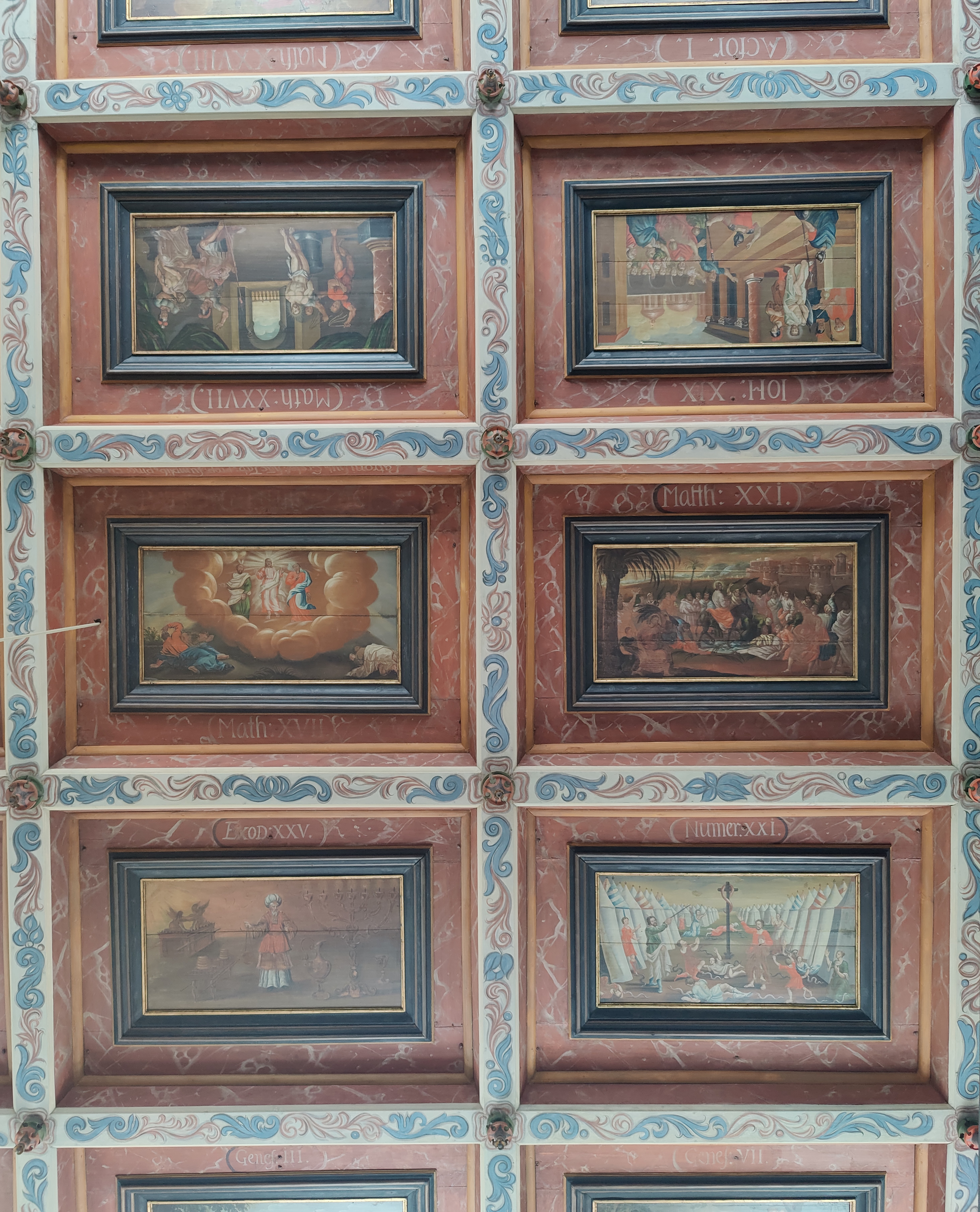
Kassettendecke der Pfarrkirche Marlesreuth

Heinrich Matthäus Lohe (* 2. Juli 1675 in Hof; † 17. Mai 1762 in Hof) war ein deutscher Maler.
Als Sohn von Heinrich Andreas Lohe setzte Heinrich Matthäus Lohe die Familientradition der Hofer Malerfamilie in der zweiten Generation fort. Er war außerdem Gerichtsadvokat und Geometer. In St. Lorenz fertigte er das Porträt von Magister Adam Nik. Meyer und zwei Votivbilder mit einer größeren Anzahl genau ausgearbeiteter Darstellungen von Geistlichen vor einem landschaftlichen Hintergrund. Ein ähnliches Bild, von seinem Vater begonnen, vollendete er für die Hospitalkirche und führte dort weitere gleichartige Arbeiten aus. Weitere Kunstwerke befinden sich in Gattendorf, Birk, Marlesreuth und Pilgramsreuth. Mehrmals bemalte er Arbeiten der Kunstwerkstatt Knoll.